# Daniel Timofte
Daniel Timofte (* 1. Oktober 1967 in Lonea, Kreis Hunedoara) ist ein ehemaliger rumänischer Fußballspieler und derzeitiger -trainer. Er bestritt insgesamt 245 Spiele in der Divizia A, der Fußball-Bundesliga und der Süper Lig. Timofte nahm an der Fußball-Weltmeisterschaft 1990 teil.

## Karriere als Spieler

### Verein
Daniel Timofte begann seine Karriere bei Jiul Petroșani. Am 31. August 1986 absolvierte er sein erstes Spiel in der Divizia A und avancierte auf Anhieb zum Stammspieler. Auch nach dem Abstieg in die Divizia B am Ende der Saison blieb er Jiul Petroșani treu. Erst 1989, nachdem der Wiederaufstieg geglückt war, wechselte Timofte zu Dinamo Bukarest und gab seiner Karriere einen weiteren Schub. Die folgende Saison 1989/90 sollte zur erfolgreichsten seiner Karriere werden. Timofte wurde Nationalspieler, rumänischer Meister und Pokalsieger und erreichte das Halbfinale im Europapokal der Pokalsieger. Nach der Weltmeisterschaft wechselte er – im Gegensatz zu den meisten anderen Nationalspielern – nicht ins Ausland, sondern blieb bei Dinamo. Allerdings nur bis zur Winterpause, als er sich Bayer 05 Uerdingen anschloss. Sein Engagement in Krefeld war aber nicht von Erfolg gekrönt. Timofte stieg mit Bayer in die 2. Fußball-Bundesliga ab, half aber, den sofortigen Wiederaufstieg zu bewerkstelligen, wobei er nicht einmal die Hälfte der Spiele bestritt.
Anschließend verließ Timofte Uerdingen und schloss sich dem türkischen Verein Samsunspor aus der Süper Lig an, wo er mit Trainer Gheorghe Mulțescu und Stürmer Ovidiu Cornel Hanganu auf zwei frühere Mitspieler stieß. Hier verbrachte er sechs Jahre, konnte allerdings keine weiteren Titel gewinnen. Nachdem er seinen Stammplatz verloren hatte, kehrte Timofte 1999 nach Rumänien zurück und unterschrieb erneut bei Dinamo Bukarest. Nach lediglich sechs Einsätzen, aber dem erneuten Gewinn der Meisterschaft, beendete er im Jahr 2000 auf Grund einer Knieverletzung seine Karriere.

### Nationalmannschaft
Timofte bestritt insgesamt 22 Spiele für die rumänische Fußballnationalmannschaft, in denen er zweimal traf. Sein Debüt gab er am 28. März 1990 gegen Ägypten. Im selben Jahr berief ihn Nationaltrainer Emerich Jenei ins Aufgebot für die Fußball-Weltmeisterschaft 1990 in Italien, wo er in drei von vier Spielen zum Einsatz kam. Er vergab den entscheidenden Elfmeter im Achtelfinalspiel gegen Irland. Danach gehörte Timofte zwar weiterhin zum erweiterten Kreis der Nationalspieler, wurde aber für die Fußball-Weltmeisterschaft 1994 nicht berücksichtigt.

## Karriere als Trainer
Nach dem Ende seiner aktiven Laufbahn kehrte Timofte in seine Heimat nach Petroșani zurück und eröffnete dort eine Bar mit dem Namen „Penalty“, in Anspielung an seinen verschossenen Elfmeter bei der WM 1990. Trotz eines gültigen Spielerpasses kam er wegen seiner Knieverletzung bei Jiul Petroșani nicht mehr zum Einsatz und übernahm daher die Aufgabe des Co-Trainers bei dem Verein. 2005 wurde er zunächst für eine Saison Co-Trainer beim FC Vaslui und dann 2006 in derselben Funktion bei Sportul Studențesc, wo er in der Rückrunde der Saison 2006/07 zum Trainer der ersten Mannschaft befördert wurde. 2007 kehrte er als Assistent von Dorinel Munteanu zum FC Vaslui zurück. Am 11. September 2008 übernahm Timofte bei Jiul Petroșani das Traineramt, welches er nach der Heimniederlage gegen FC Argeș Pitești am 7. November 2009 niederlegte. Im Januar 2010 wurde Timofte Trainer von CF Brăila in der Liga III und schaffte am Ende der Saison den Aufstieg in die Liga II. Nach fünf Spieltagen, in denen nur ein Punkt errungen werden konnte, wurde Timofte entlassen und am 30. September 2010 durch Liviu Ciobotariu ersetzt. Da auch dieser in fünf Ligaspielen nur auf ein Unentschieden kam, wurde Timofte im November 2010 zum abgeschlagenen Tabellenletzten zurückgeholt. Zum Ende der Saison konnte der sportliche Abstieg in die Liga III nicht verhindert werden und der zum 30. Juni 2011 abgelaufene Vertrag wurde nicht verlängert, obwohl CF Brăila am 8. Juli 2011 als Nachrücker für Unirea Urziceni in der Liga II bekannt gegeben wurde. Im Sommer 2011 wurde Timofte Co-Trainer von Gheorghe Mulțescu bei Sportul Studențesc, den er nach dessen Rücktritt am 15. Oktober 2011 für zwei Meisterschaftsspiele als Cheftrainer ablöste. Am 4. November 2011 wurde Timofte auf dieser Position durch Daniel Isăilă ersetzt.
Zu Beginn der Saison 2013/14 wurde Timofte Co-Trainer von Gheorghe Mulțescu bei Dinamo Bukarest. Nach einem schlechten Start in die Spielzeit wurde er bereits im September 2013 gemeinsam mit seinem Chef entlassen. Als Mulțescu im September 2014 Petrolul Ploiești übernahm, griff er erneut auf die Dienste Timoftes zurück. Im Januar 2015 wurde beider Vertrag wieder aufgelöst. Timofte war mehr als ein Jahr ohne Verein. Im Juni 2016 stieg er – erneut als Assistent Mulțescus – bei CS Universitatea Craiova ein. Das Duo führte den Klub ins Halbfinale um den rumänischen Pokal und auf den fünften Platz in der Liga 1, der die Qualifikation zur Europa League bedeutete. Dennoch wurde der Vertrag nicht verlängert. Seit April 2018 sind beide in der gleichen Konstellation für Astra Giurgiu tätig.

## Erfolge
- WM-Teilnehmer: 1990
- Rumänischer Meister: 1990, 2000
- Rumänischer Pokalsieger: 1990
- Balkanpokalsieger: 1994

## Auszeichnungen
Am 25. März 2008 wurde Timofte vom rumänischen Staatspräsidenten Traian Băsescu für die Leistungen in der Nationalmannschaft mit dem Verdienstorden „Meritul sportiv“ III. Klasse ausgezeichnet.